# Glossina fusca
Glossina fusca är en tvåvingeart som först beskrevs av Walker 1849.  Glossina fusca ingår i släktet tsetseflugor, och familjen Glossinidae. Inga underarter finns listade i Catalogue of Life.